# Становиська (Конецький повіт)
Становиська (пол. Stanowiska) — село в Польщі, у гміні Смикув Конецького повіту Свентокшиського воєводства.
Населення — 237 осіб (2011).
У 1975—1998 роках село належало до Келецького воєводства.

## Демографія
Демографічна структура на день 31 березня 2011 року:
|          | Загалом | Допрацездатний вік | Працездатний вік | Постпрацездатний вік |
| -------- | ------- | ------------------ | ---------------- | -------------------- |
| Чоловіки | 131     | 30                 | 90               | 11                   |
| Жінки    | 106     | 19                 | 59               | 28                   |
| Разом    | 237     | 49                 | 149              | 39                   |